# Ron Tauranac
Ronald Sidney Tauranac, detto Ron (Gillingham, 13 gennaio 1925 – Sunshine Coast, 17 luglio 2020), è stato un progettista e imprenditore australiano.

## Biografia
Progettista di auto da corsa, di origini britanniche ma vissuto in Australia, fu fondatore del costruttore Brabham e della casa automobilistica britannica Ralt.
Tauranac costruì le prime vetture nel 1946 insieme al fratello Austin Lewis, chiamandole Ralt dalle loro iniziali. Nelle gare a cui partecipavano fecero la conoscenza di un giovane Jack Brabham che dopo essersi trasferito in Europa per gareggiare in Formula 1 invitò il progettista australiano a seguirlo, e nel 1961 cominciarono a costruire vetture a nome Brabham per le diverse formule sportive. Nel 1966 Jack Brabham sarebbe stato il primo pilota a vincere un mondiale di F1 (il suo terzo) con una vettura dal proprio stesso nome.
Dopo il ritiro dalle corse di Brabham nel 1970 Tauranac rimase l'unico proprietario della squadra prima di cederla nel 1972 a Bernie Ecclestone. Lavorò ancora al progetto della Trojan per la Formula 5000 che diventó una vettura di F1 e della Politoys per Frank Williams prima di ritornare in Australia.
Il pensionamento non durò però a lungo, e nel 1974 ritornò in Inghilterra aprendo una propria struttura per la quale rispolverò il nome Ralt che appariva su vetture di Formula 3, Formula Atlantic e Formula 2; il primo Campionato Europeo di F3 fu quindi vinto da Larry Perkins su Ralt nel 1975 e le vetture di Tauranac vinsero diverse gare e titoli sia nazionali che europei negli anni successivi. Il modello RH6 del 1980 a motore Honda vinse quindi tre titoli europei di F2 tra il 1981 e il 1985, e la Ralt si sarebbe poi trasferita alla Formula 3000 quando la nuova serie nacque sulle ceneri della F2.
Nel frattempo Tauranac aveva accettato l'incarico di disegnare una vettura di F1 per la Theodore Racing che non ebbe molto successo anche se riuscì a vincere un Gran Premio non valido per il campionato con Keke Rosberg.
Nel 1988 cedette la Ralt alla March e si ritirò definitivamente.
Tauranac é morto il 17 luglio 2020, all'età di 95 anni.